# سوئیس
سوئیس یا سویس (به آلمانی: Schweiz، به فرانسوی: Suisse، به ایتالیایی: Svizzera، به انگلیسی: Switzerland) با نام رسمی کنفدراسیون سوئیس (به لاتین: Confoederatio Helvetica)، کشوری محصور در خشکی است که در تلاقی اروپای غربی، مرکزی و جنوبی واقع شده. این جمهوری فدرال متشکل از ۲۶ کانتون است که مقامات فدرال آن در برن مستقرند. سوئیس از شمال با آلمان و اتریش، از جنوب با ایتالیا، از شرق با لیختن‌اشتاین و از غرب با فرانسه همسایه است. این کشور از نظر جغرافیایی بین فلات سوئیس، رشته کوه آلپ و ژورا تقسیم شده است و مساحت کل آن ۴۱٬۲۸۵ کیلومتر مربع، و وسعت خشکی‌های آن ۳۹٬۹۹۷ کیلومتر مربع است. درازای کشور سوئیس در بیشترین حالت ممکن براساس داده‌های دقیق جغرافیایی ۳۵۲ کیلومتر بوده است.
با آنکه بخش اعظم کشور را رشته کوه آلپ اشغال می‌کند، اما اکثر جمعیت ۸٫۵ میلیون نفره سوییس بیشتر در فلات متمرکز شده‌اند. بزرگ‌ترین شهرها و مراکز اقتصادی سوییس در قسمت فلات آن واقع شده‌اند. از جمله زوریخ، ژنو و بازل. در سوییس دفاتر مختلف سازمان‌های بین‌المللی، از جمله فیفا، سازمان تجارت جهانی، سازمان جهانی بهداشت، سازمان بین‌المللی کار و مجمع جهانی اقتصاد قرار دارند. 
این کشور ۸٬۶ میلیون نفر جمعیت و مساحتی بالغ بر ۴۱٬۲۸۵ کیلومتر مربع دارد.
سوئیس یکی از کشورهای پرتوسعه انسانی در جهان است و درآمد سرانه در این کشور با ۸۰۰۰۰ دلار برای هر نفر از بالاترین‌ها در جهان است.
سوئیس کشوری چندزبانه است و در آن چهار زبان آلمانی، فرانسوی، ایتالیایی و رومانش جزو زبان‌های سوئیس شناخته می‌شوند.

## ریشه‌شناسی نام سوییس
سوییس (سوئیس) یعنی جنگلی که سوخته و برای احداث بنا پاکسازی شده باشد.

## جنگ‌ها و بی‌طرفی
سوئیس دارای سابقهٔ طولانی بی‌طرفی در مناسبات جهانی است، به‌طوری‌که این کشور از سال ۱۸۱۵ تاکنون وارد هیچ جنگی نشده است. این کشور مقر بسیاری از سازمان‌های بین‌المللی چون صلیب سرخ و سازمان تجارت جهانی است. یکی از دو دفتر اروپایی سازمان ملل نیز در این کشور و در شهر ژنو قرار دارد.

## سالگرد تأسیس
تأسیس کشور سوئیس در تاریخ ۱ اوت ۱۲۹۱ ذکر می‌شود و این روز در سوئیس تعطیل ملی است. براساس گزارش واحد اطلاعات اقتصادی اکونومیست دربارهٔ استاندارد کیفیت زندگی، سوئیس بهترین و بالاترین سطح کیفیت زندگی در جهان را دارد.

## تاریخ
سلت‌ها اولین ساکنان سوئیس بودند. تیره‌ای از این قوم که هلوتیا (Helvetia) نام دارند پیش از تسلط جمهوری روم بر سوئیس، در کوهستان‌های ژورا و آلپ ساکن شدند و آنجا را هلوتیا نامیدند. هلوتیا در سال ۵۸ پیش از میلاد به تصرف ژولیوس سزار دیکتاتور روم درآمد. در قرن پنجم میلادی ژرمن‌ها به این سرزمین وارد و در ساحل غربی رود آر ساکن شدند. ژرمن‌ها و اقوام بورگون (Burgun) و فرانک جامعه‌ای مستقل تشکیل دادند. آن‌ها در سال ۶۳۹ میلادی دولتی را بنیان گذاشتند که بعدها فرانسه نامیده شد. در سدهٔ نهم بین سوابیا (Swabia) و بورگوندی‌ها (Burgundians) تقسیم و در سال ۱۰۳۳ تحت نظارت امپراتوری مقدس روم وحدت پیدا کردند. حکومت منطقه در قرن سیزدهم بین کنت‌ها و خاندان هابسبورگ) و حکمرانان محلی تقسیم شد. در سال ۱۲۹۱ سه منطقهٔ آوری (Uri) و شویتس (Schwyz) و اونتروالدن (Unterwalden) اتحادیه‌ای تشکیل دادند که اساس کنفدراسیون سوئیس قرار گرفت.

## سیاست

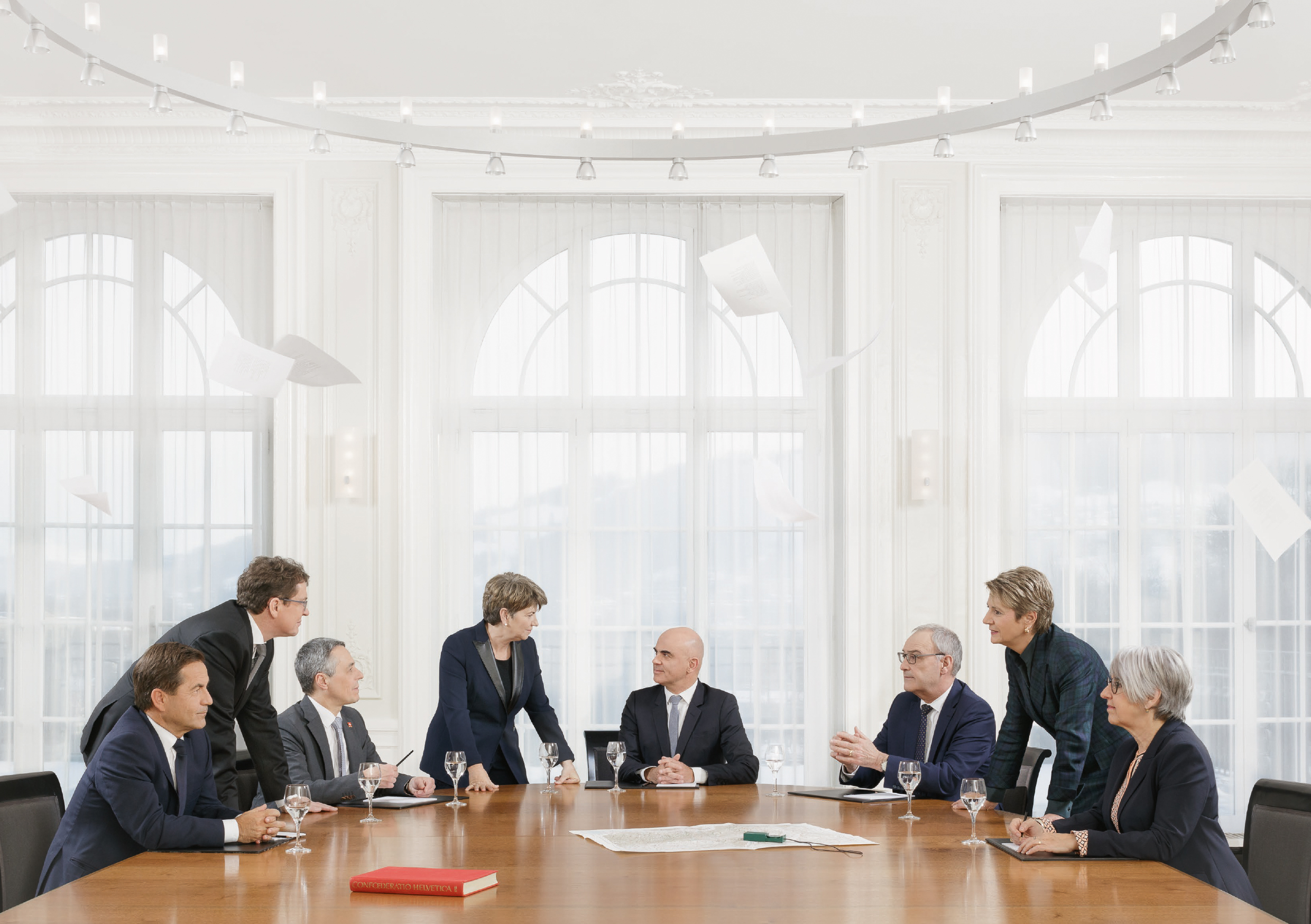
شورای فدرال سوئیس در سال ۲۰۲۳

قانون اساسی سوئیس در ۲۹ مه ۱۸۷۴ تصویب شد و پس از آن نظام سیاسی سوئیس مرکب از دموکراسی مستقیم و غیرمستقیم بر مبنای حق حاکمیت مردم و جدایی از قدرت‌ها است. در انتخابات فدرال همهٔ شهروندان بالای ۱۸ سال واجد شرایط رای دادن هستند. مردم سوئیس با فرهنگ سیاسی غنی و پیشرفته و به پشتوانهٔ قانون اساسی و تجربیات گرانبهای تاریخی این کشور، در فرایندهای قانون‌گذاری و اجرایی، به شیوه‌ای بدیع و فعال مشارکت دارند. بدین گونه که برای تصویب شدن یا نشدن قانون‌های خاص، در کشور همه‌پرسی صورت می‌گیرد. بنابر قانون اساسی اگر دادخواستی حداکثر آرا را کسب کند تصویب خواهد شد. دولت این کشور تنها در سال ۲۰۱۶، ۱۳ بار همه‌پرسی برگزار کرد. سوئیس و لیختن اشتاین تنها کشورهای اروپایی هستند که دموکراسی مستقیم دارد. به این معنا که هر شهروندی مستقیماً می‌تواند به لوایح رای دهد و امکان اعتراض به هر قانونی را دارد، به همین دلیل می‌تواند درخواست اصلاح و تعدیل قوانین را داشته باشد.

### حق رای
در بیشتر کشورهای غربی بعد از جنگ جهانی اول بود که زنان توانستند حق رأی داشته باشند. سوئیس جزو آخرین کشورهای غربی بود که به زنان حق رای داد. تقاضا برای رفع محرومیت سیاسی از زنان در سوئیس از سال ۱۸۸۴ مطرح شده بود. با این وجود تا سال ۱۹۷۱ زن‌ها حق شرکت در انتخابات را نداشتند.

### احزاب مهم کشور
- حزب سوسیال دموکرات
- حزب رادیکال دموکرات
- حزب مردمی دموکراتیک مسیحی (مخالف با تمرکز قدرت)
- حزب مردمی سوئیس (معتقد بر انزواطلبی و ملت محوری)
- حزب سبز
- حزب لیبرال
- حزب مردمی انجیلی پروتستان
- اتحاد دموکراتیک فدرال
- حزب کارگر سوئیس

## ارتش سوئیس

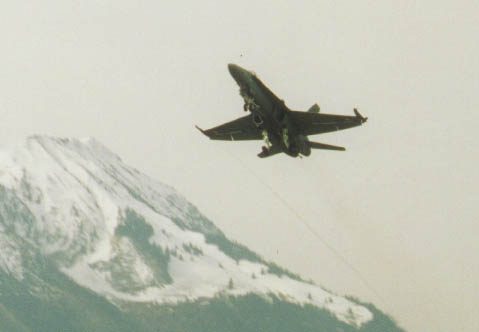
یک فروند هواپیمای اف-۱۸هورنت نیروی هوایی سوئیس

ارتش سوئیس شامل نیروی زمینی و نیروی هوایی است. تنها در حدود ۵ درصد از این ارتش حرفه‌ای است و بقیه متشکل از سربازان وظیفه است. سن خدمت وظیفه عمومی در سوئیس بین ۲۰ تا ۳۴ سال است که در شرایط ویژه به ۵۰ سال می‌رسد. خدمت وظیفه عمومی در سوئیس برای مردان اجباری است، هرچند زنان هم می‌توانند داوطلبانه عضو ارتش شوند.

سوئیس به خاطر اینکه کشوری است که به دریا راه ندارد، فاقد نیروی دریایی است. اما در کرانهٔ دریاچه‌های مرزی‌اش دارای گارد ساحلی است.

## تقسیمات کشوری
سوئیس ۲۶ ایالت (کانتون) دارد:
| ردیف | نام ایالت (کانتون)     | شهر بزرگ ایالت |
| ---- | ---------------------- | -------------- |
| ۱    | کانتون آپنتسل آوسرهودن | هریزاو         |
| ۲    | آپینزیل انرودن         | آپنزل          |
| ۳    | آرگاو                  | ارو            |
| ۴    | اوبوالدن               | سرنان          |
| ۵    | بازل اشتاد             | بازل           |
| ۶    | بازل لاندشافت          | لستل           |
| ۷    | برن                    | برن            |
| ۸    | تورگو                  | فروآنفلد       |
| ۹    | تیچینو                 | بلانزونا       |
| ۱۰   | زوریخ                  | زوریخ          |
| ۱۱   | زوگ                    | زوگ            |
| ۱۲   | ژنو                    | ژنو            |
| ۱۳   | سن گالن                | سن گالن        |
| ۱۴   | سولوتورن               | سولوتورن       |
| ۱۵   | شفوزان                 | شفوزان         |
| ۱۶   | اشووتس                 | اشووتس         |
| ۱۷   | فریبورگ                | فریبورگ        |
| ۱۸   | کانتون گراوبوندن       | شور            |
| ۱۹   | گلاروس                 | گلرو           |
| ۲۰   | لوسرن                  | لوسرن          |
| ۲۱   | نیدوالدن               | اشتانس         |
| ۲۲   | نوشاتل                 | نوشاتل         |
| ۲۳   | وو                     | لوزان          |
| ۲۴   | وله                    | سیون           |
| ۲۵   | ژورا                   | دلمون          |
| ۲۶   | اوری                   | الدورف         |

### شهرهای سوییس

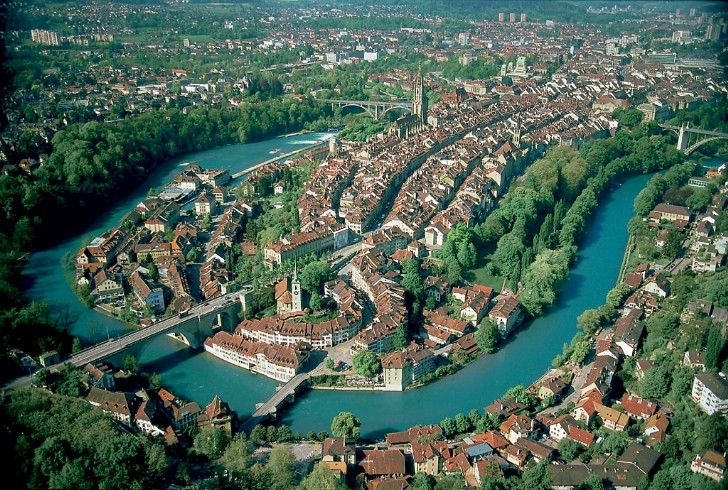
شهر برن در سوییس

- فهرست شهرهای سوئیس

## جغرافیا
سوئیس با مساحت ۴۱٬۲۸۵ کیلومتر مربع کشور نسبتاً کوچکی است و با جمعیت ۸/۳ میلیونی دارای تراکم جمعیت متوسطی به اندازه ۲۰۷ نفر در هر کیلومتر مربع است. این تراکم در مناطق جنوبی سوئیس که کوهستانی است کمتر از میانگین است، درحالی که قسمت‌های شمالی پرتراکم ترند.
سوئیس به‌طور کلی به سه منطقه جغرافیایی تقسیم می‌شود: کوه‌های آلپ سوئیس، ناحیه میتلاند یا فلات سوئیس و کوه‌های ژورا در ناحیه شمال غربی و حوالی مرز فرانسه.

## اقتصاد
سوئیس یکی از ثروتمندترین کشورهای جهان است. سوئیس عضو اتحادیه اروپا نیست ولی عضو انجمن تجارت آزاد اروپا (EFTA) است. در سال ۱۹۹۹ میلادی سوئیس با اتحادیه اروپا قرارداد بست و عضو EFTA گردید. به موجب این قرارداد، داد و ستد بین کشورهای عضو اتحادیه با سوئیس آسان‌تر گشت. بانکداری در سوئیس یکی از مهم‌ترین بخش‌های این کشور محسوب می‌شود. شرکت‌های بیمه نیز سهم زیادی در اقتصاد سوئیس دارند. دیگر بخش مهم اقتصادی صنعت گردشگری است. ژنو و زوریخ جزو شهرهای گردشگر پذیرند. همچنین کوهستان‌های این کشور میزبان گردشگرانی هستند که برای ورزش‌های برفی به این کشور سفر می‌کنند. صنعت ماشین‌آلات یکی از بزرگ‌ترین بخش‌های سوئیس است؛ به‌طوری‌که ۴۵ درصد صادرات و ۴۴ درصد کل کارگران کشور به این بخش اختصاص دارد. سوئیس تقریباً ۵۰ درصد از مجموع تولید جهانی ساعت را دارا است. ساعت‌های لوکس ساخت این کشور در دست بسیاری از سلبریتی‌ها و افراد ثروتمند جهان می‌درخشد. هر سال ۷ میلیون قطعه شکلات معروف تابلرون در شهر برن سوئیس تهیه وتولید می‌شود.
واحد پول این کشور فرانک سوئیس نام دارد. هر فرانک معادل ۱٫۰۶ دلار آمریکاست. (آوریل ۲۰۲۲).

## اختراعات
دربارهٔ سوئیس می‌توان به اختراعات مهم در آن اشاره کرد. ولکرو، سلفون، چاقو ارتش سوئیس، سیب زمینی سرخ کرده، فونت Helvetica، دوچرخه سواری، LSD، شکلات تلخ خوراکی و شکلات شیری در سوئیس اختراع شده‌اند. دانشمندان سوئیسی همچنین تحقیقاتی در زمینه استفاده از LSD برای درمان بیماری و اختلالات روانی دارند.

## مردم

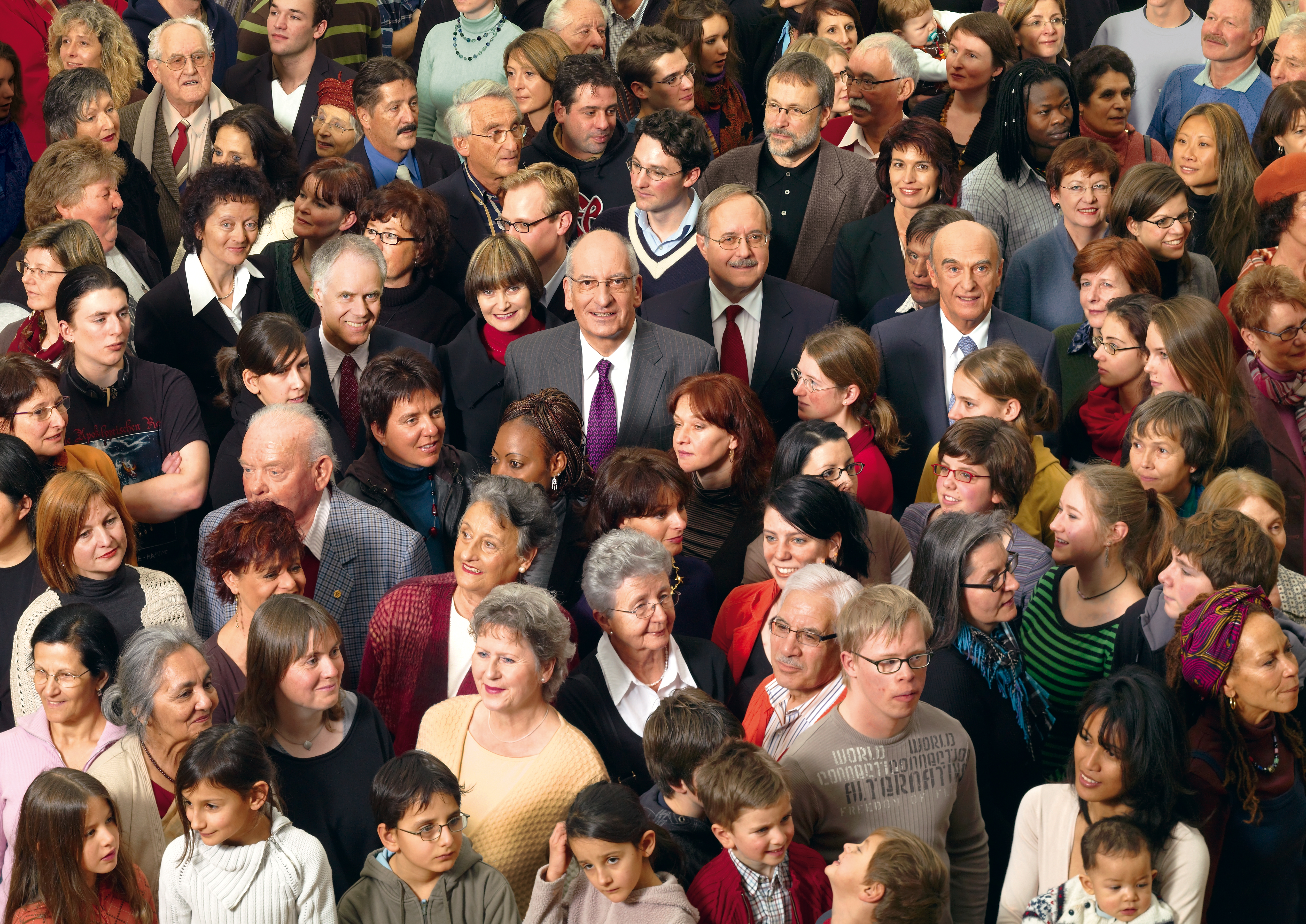
مردم سوئیس در سال ۲۰۰۸ میلادی

جمعیت کشور سوئیس بالغ بر هفت و نیم میلیون نفر است. ۶۲/۸٪ از این جمعیت زبان آلمانی زبان اول‌شان محسوب می‌گردد که این زبان در قسمت‌های شمالی و مرکزی زبان اول است. ۲۲/۹٪ زبان فرانسوی زبان اول‌شان است که اکثراً در غرب این کشور زندگی می‌کنند. ۸/۲٪ به زبان ایتالیایی سخن می‌گویند که غالباً در جنوب سوئیس ساکن هستند و تنها حدود نیم درصد از آن‌ها به زبان رومانش صحبت می‌کنند که در قسمت جنوب شرقی این کشور هستند.
در حدود ۲۲٪ جمعیت سوئیس را مهاجران تشکیل می‌دهند. اکثراً مهاجران به خاطر شغل راهی این کشور می‌شوند.

دین اکثر مردم این کشور مسیحیت است. ۴۳٪ از آنان کاتولیک ۳۵٪ آن‌ها پروتستان و ۲٪ آن‌ها ارتودوکس هستند. دین ۴٪ مردم نیز اسلام است. بقیه نیز پیرو دین‌های دیگر یا بدون دین هستند.

سوئیس را با شکلات، پنیر، سیستم بانکداری، ساعت‌سازی و کوهستان‌هایش می‌شناسند.

## فرهنگ

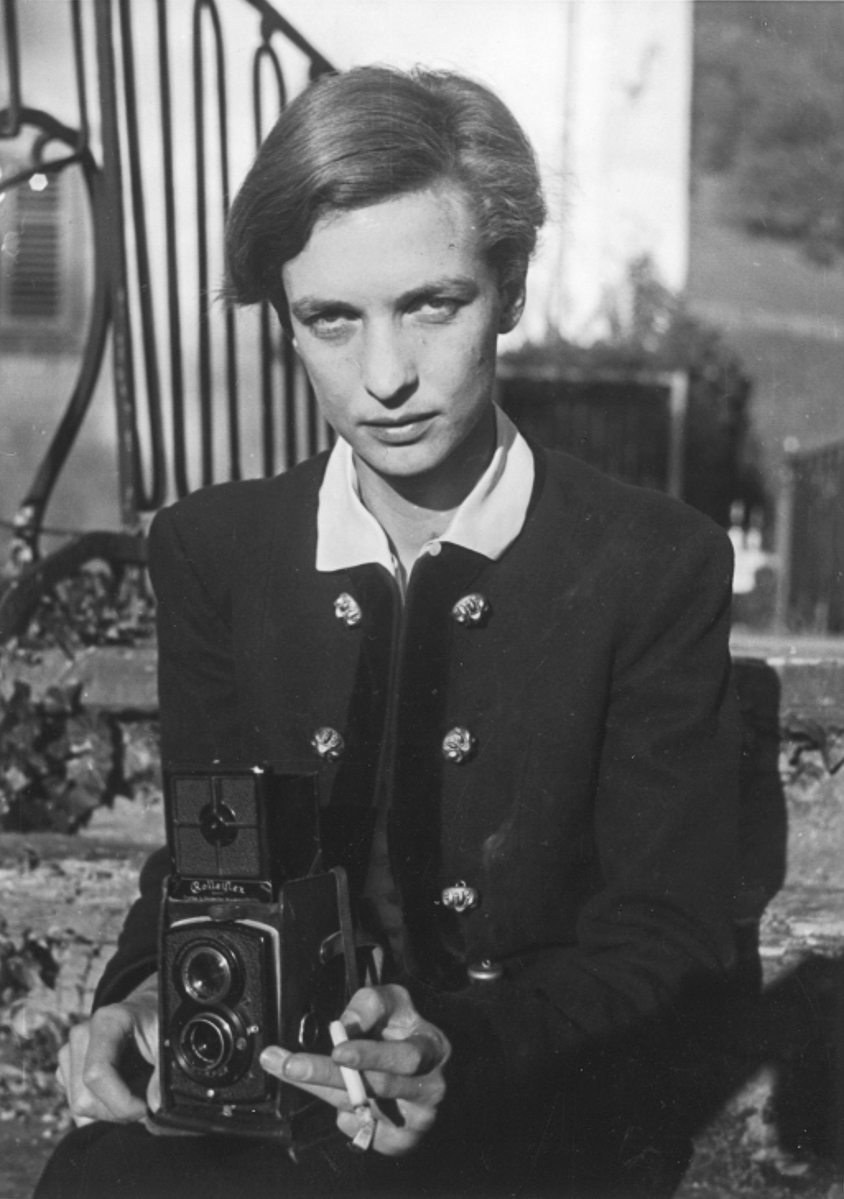
آنه ماری شوارتسنباخ نویسنده سوئیسی

در گذشته فرهنگ سوئیس تحت تأثیر همسایگانش بوده است. اما در سال‌های اخیر باوجوه تمایز در آن رشد یافته است. به‌طور کلی سوئیس را از مراکز فرهنگی اروپا نمی‌دانند. خانواده‌ها در سوئیس عموماً کوچک اند و والدین اغلب یک یا دو فرزند دارند. حریم خانواده در این کشور بسیار مهم است.
بیشتر مردم سوئیس هنگام احوال پرسی باهم دست می‌دهند و آداب سنتی را رعایت می‌کنند.
کشور سوئیس به خاطر ماهیت بشردوستانه‌اش شناخته شده است.

### غذا
آشپزی سوئیس دارای چند چهره است. در حالی که ظرف‌های فوندو (ظرفی برای درست کردن پنیر و روغن) از روستی (غذایی عمدتاً از سیب زمینی و پنیر) و مانند دیگر غذاهای سوئیسی در کل کشور مصرف می‌شود، اما هر منطقه توسعه یافته برای خود نسبت به اقلیم و زبان آن منطقه خوراکی متفاوت دارد. طبخ سنتی سوئیس بسیار شبیه خوراک و موادی است که در دیگر کشورهای اروپایی نیز موجود است، همچنین محصولات لبنی ممتاز مثل پنیر گرویره و امنتال که در دره‌هایی به همین نام ساخته می‌شوند در گروه خوراک سوئیسی قرار دارند.
شکلات‌سازی در سوئیس از قرن ۱۸ میلادی شروع شد، اما در اواخر قرن ۱۹ به شهرت جهانی رسید که دلیل آن دستیابی به صنعت و اختراعاتی در زمینه معتدل‌سازی و شکل‌دهی شکلات بود که منجر به بالا رفتن کیفیت آن شد. همچنین ابتکار ساخت شکلات شیری توسط دانیل پیتر از این اقدامات بود.

### ادبیات

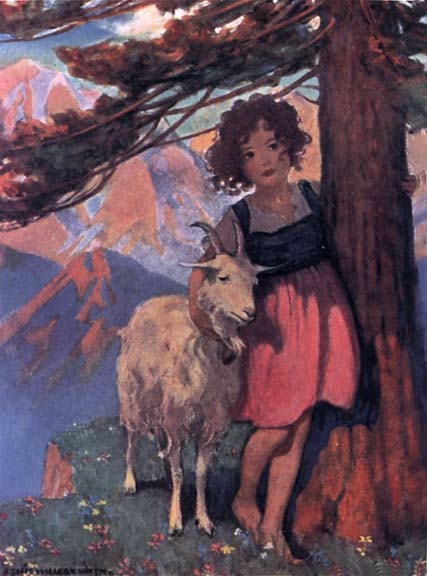
هایدی اثر یوهانا اشپیری

ادبیات در سوئیس متأثر از زبان‌های این کشور است. رمان هایدی اثر یوهانا اشپیری شناخته شده‌ترین اثر ادبی سوئیس است. کتاب نسبتاً مشهور دیگری که می‌توان نام برد رمان خانواده سوئیسی رابینسون اثر یوهان ویس است که به تقلید از رمان رابینسون کروزوئه نوشته شده است.

### جاذبه‌های توریستی
سوئیس جاذبه‌های گردشگری بیشماری دارد. این کشور با داشتن شهرهایی تاریخی و همین‌طور طبیعتی بسیار زیبا، توانسته است در گذر سال‌ها گردشگران بسیاری را به خود جذب کند. کوه ماترهورن در ابتدای این لیست قرار دارد و به نوعی به نماد این کشور تبدیل شده است. در مراتب بعدی از اهمیت جاذبه‌های گردشگری می‌توان به شهر لوسرن، دریاچه ژنو و همین‌طور شهر برن یا زوریخ اشاره کرد که توجه بسیار زیادی را به خود جلب کرده است.

## مذهب

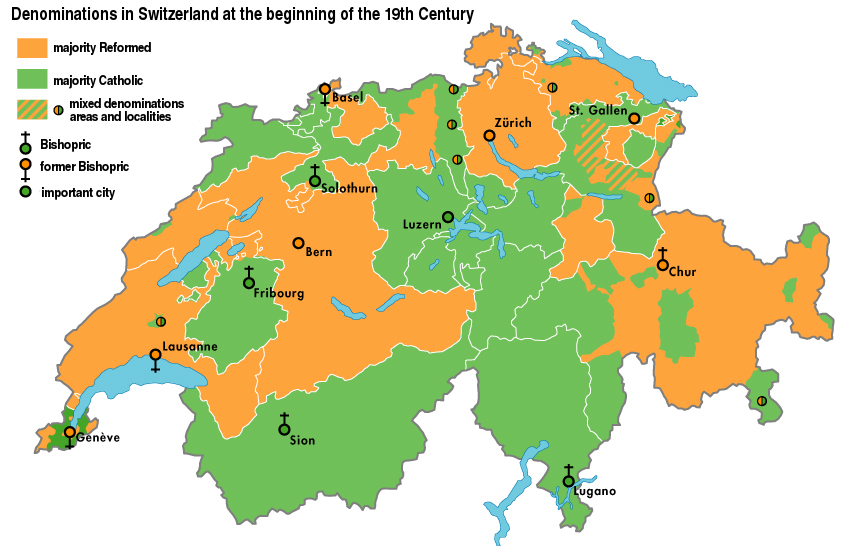
نقشه پراکندگی مسیحیان کاتولیک و اصلاح‌طلب

اکثر مردم سوئیس مسیحی هستند و اسلام دومین دین در این کشور است. ادیان دیگر در حدود ۴٫۳٪ در بین مردم این کشور طرفدار دارند و در حدود ۱۱٫۱٪ مردم سوئیس دارای هیچ دینی نیستند.

### مسیحیت
اکثریت مردم سوئیس پیرو آیین مسیحی هستند. در بین انواع شاخه‌های مسیحیت کاتولیک بیشترین طرفدار را با حدود ۴۱٫۸٪ در بین مردم این کشور دارد. بعد از کاتولیک، پروتستان با حدود ۳۵٫۳٪ و ارتودوکس با ۱٫۸٪ قرار دارند. سایر شاخه‌های مسیحیت هم ۰٫۴ مردم سوئیس را تشکیل می‌دهند.

### اسلام
با دربرگرفتن ۴٫۳٪ جمعیت سوئیس؛ پس از مسیحیت اسلام دومین دین غالب کشور سوئیس به‌شمار می‌رود. مسلمانان در تمامی شهرهای سوئیس پراکنده‌اند. مراکز مراسم مذهبی مسلمانان به حدود ۹۰ مرکز می‌رسد.

## آموزش

### دانشگاه
کشور سوئیس دارای ۲۰ دانشگاه معتبر می‌باشد. از مهم‌ترین دانشگاه‌های این کشور می‌توان دانشگاه فنی فدرال زوریخ را نام برد که رتبه اول در کشور سوئیس و رتبه ششم را در جهان دارد.